# Зарічний (Зарічний міський округ)
Зарі́чний (рос. Заречный) — місто, центр Зарічного міського округу Свердловської області.

## Географія
Місто розташоване на річці Пишма, за 40 км від Єкатеринбургу.

## Населення
Населення — 26820 осіб (2010, 27914 у 2002).

## Міста-побратими
- Славутич, Україна